# Conifaber guarani
Conifaber guarani là một loài nhện trong họ Uloboridae.
Loài này thuộc chi Conifaber. Conifaber guarani được Cristian J. Grismado miêu tả năm 2004.